# كين وايتهيد
كين وايتهيد هو لاعب كرة قدم كندي، ولد في 11 أبريل 1955 في فانكوفر في كندا. لعب مع UBC Thunderbirds ‏.

## وصلات خارجية
- كين وايتهيد على موقع الاتحاد الدولي (مؤرشف)  (الإنجليزية)
- كين وايتهيد على موقع ناشيونال فوتبول تيمز (الإنجليزية)
- كين وايتهيد على موقع عالم كرة القدم.نت (الإنجليزية)
- كين وايتهيد على موقع أوليمبيديا (الإنجليزية)